# 旺莫達
丹斯里旺莫达（1932年3月21日—2020年9月21日），马来西亚政治人物，巫统党员。曾任登嘉楼州务大臣、州议会议员、马来西亚驻沙特阿拉伯大使等职。

## 生平
1932年生于瓜拉登嘉楼。1954年获州政府奖学金赴埃及艾資哈爾大學深造。1964年当选甘马挽国会议员，1969年再次当选。1974年被任命为登嘉楼州大臣。他是马来西亚前首相马哈迪·莫哈末的盟友。1987年当选巫统副主席。
2020年9月21日上午在吉隆坡逝世。